# Sphenophyma
Sphenophyma is een geslacht van rechtvleugeligen uit de familie veldsprinkhanen (Acrididae). De wetenschappelijke naam van dit geslacht is voor het eerst geldig gepubliceerd in 1934 door Uvarov.

## Soorten
Het geslacht Sphenophyma  is monotypisch en omvat slechts de volgende soort:
- Sphenophyma rugulosa (Stål, 1876)